# William Howard Taft
William Howard Taft (1857. szeptember 15. – 1930. március 8.) az Amerikai Egyesült Államok 27. elnöke. 1909-től 1913-ig töltötte be az elnöki tisztséget. Az egyetlen elnök, aki a Egyesült Államok Legfelsőbb Bíróságának főbírája tisztségét is betöltötte (1921–1930).

## Jellemzése
Theodore Roosevelt barátja, utódja és ellenfele is volt. Az egyetlen elnök, aki a főbírói tisztséget betöltötte. Ő volt az USA legkövérebb elnöke, megválasztásakor 182 cm magasságot ért el, és 150 kg-ot nyomott. A Fehér Házban különleges méretű fürdőkádat alakítottak ki számára. Szenvedélyesen szeretett golfozni, csak egy gondja volt: nem tudott lehajolni a labdákért. Kiválóan táncolt és rendkívül udvarias volt. Gyakran rendelte alá magát más embereknek, remekül tevékenykedett a mások által meghatározott szabályokat követve. Kiváló jogásznak, miniszternek, kormányzónak bizonyult, és főleg nagyszerű bíró volt. Inkább az elnöksége előtt és után ért el sikereket.

## Tevékenységei elnöksége előtt
Taft igazságszolgáltatási hivatalokat töltött be Ohió államban. Benjamin Harrison, az USA 23. elnöke az igazságügy-minisztérium képviselőjének nevezte ki a Legfelsőbb Törvényszék mellé. Ezt a hivatalt 1890-1892-ig töltötte be. 1892-1900-ig az Ohiót, Michigant, Kentuckyt és Tennessee-t magában foglaló fellebbezési törvényszék bírája, 1896-1900-ig a Cincinnati Egyetem jogi karának professzora és dékánja. 1900-ban McKinley elnök a Fülöp-szigetek főkormányzójává nevezte ki. 1901-1904-ig volt a szigetcsoport kormányzója.

### A Fülöp-szigetek főkormányzójaként
Főkormányzóként közreműködött a szigetek alkotmányának elkészítésében, a rabszolgaság felszámolásában. Egészségügyi, igazságügyi és oktatási reformokat vezetett be, majd a Vatikánnal folytatott tárgyalások után a megvásárolt egyházi földeket kis parcellákban eladatta.
Theodore Roosevelt a Legfelsőbb Bírósághoz akarta kinevezni, Taft azonban be akarta fejezni munkáját a Fülöp-szigeteken. Roosevelt végül hadügyminiszternek nevezte ki 1904-ben, de továbbra is rábízta a Fülöp-szigetek ellenőrzését. Az 1904–05-ös orosz–japán háború utáni egyezményt ő írta alá, amely Koreát Japánnak, a Fülöp-szigeteket az Amerikai Egyesült Államoknak juttatta. Szintén ő irányította a Panama-csatorna építését, és a Kubával és Japánnal folytatott tárgyalásokat.

## Elnöksége

### Megválasztása
1906-ban felesége, családja és Theodore Roosevelt unszolására elfogadta a Republikánus Párt jelölését az 1908-as elnökválasztáson. Főleg Theodore Roosevelt népszerűségének köszönhette, hogy megválasztották. Felesége azonban, akinek Taft oly sokat köszönhetett, 1909 májusában összeomlott, és elvesztette mozgás- és beszédképességét.

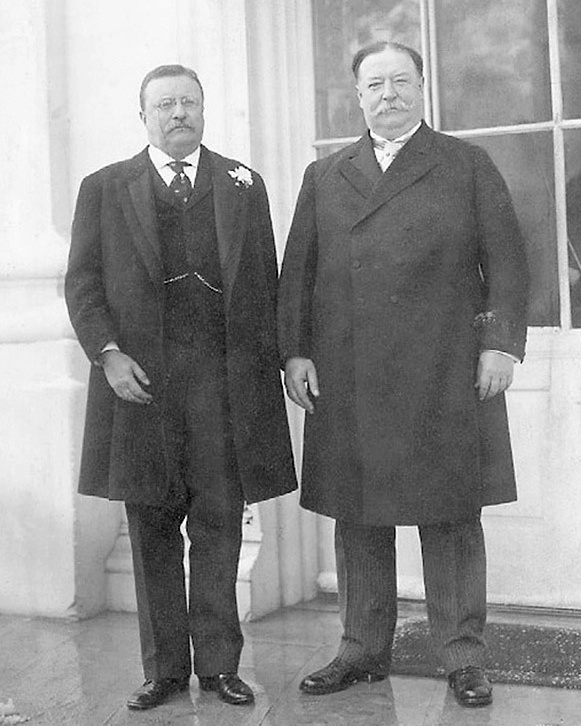
Theodore Roosevelt és William H. Taft (1909)

### Belpolitikája
Taft elődje politikáját követte, rengeteg eljárást indított a trösztök ellen, összesen 90-et. Elnöksége idején osztották ketté a kereskedelmi és munkaügyi minisztériumot, vált teljes jogú állammá Új-Mexikó és Arizona, és ekkor fogadták el a XVI. alkotmánykiegészítést, amely a szövetségi jövedelemadóról rendelkezett. Törvényt hoztak a csomagpostáról, gyermekügyi hivatalt alapítottak, s a szövetségi irányítás alatt álló munkálatoknál 8 órára korlátozták a napi munkaidőt. Taft azonban nem tudta irányítása alá vonni a Republikánus Pártot, nem bírt befolyással a Kongresszusra, és - mivel meggyőződéses konzervatív volt - nem támogatta annyira a reformokat. Lusta, ügyetlen és feledékeny volt. Próbált barátságosan viselkedni az emberekkel, de képtelen volt megjegyezni a neveket, és ezzel mindenkit magára haragított. A legváratlanabb pillanatokban elaludt és borzalmas szónok volt. Theodore Roosevelt lánya, Alice egyszer olyan nevetőgörcsöt kapott Taft egyik beszédének hallatán, hogy felszakadtak vakbélműtétének varratai. 1909 márciusában Taft csökkenteni akarta a vámokat, ezért rendkívüli ülésre híva össze a Kongresszust. A Képviselőház készített egy törvényt, a Szenátus azonban 847-szer módosította, így végül teljesen jelentéktelenné vált, a vámok pedig csökkenés helyett inkább megnőttek. A progresszív szenátorok Tafttól várták a segítséget. Taft erre aláírta a Payne–Aldrich-féle törvényt, és azt állította, ez volt a legjobb törvény, amit a Republikánus Párt valaha is elfogadott – ezzel nyilvánosan nevetségessé téve magát.

### Külpolitikája
Külpolitikai tevékenységét dollárdiplomáciának nevezték, mert külföldi, latin-amerikai és távol-keleti befektetésekre bátorította a bankárokat, s a külföldi beruházásokat politikai eszközként használta fel. A kormány sajnos megvalósíthatatlan célokat tűzött ki maga elé. 1909-ben külügyminisztere komolytalanná vált, amikor meg akarta vásároltatni az orosz és japán ellenőrzés alatt álló mandzsúriai vasútvonalat, hogy a „nyitott kapuk politikájának” jegyében később kínai kézre adja. Taft kormánya úgy vélte, meg kell akadályozni a latin-amerikai országok összeomlását. Az ezzel járó amerikai beavatkozások azonban egyre népszerűtlenebbek lettek, ugyanakkor a flotta és a hadsereg fejlesztésére a kormány nem fordított elegendő figyelmet.

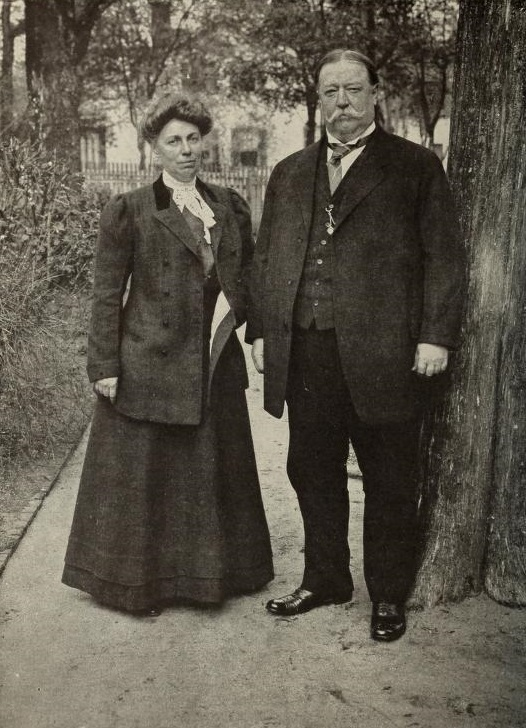
William és Helen Taft

### Konfliktusa Roosevelttel és veresége
1910-ben a Republikánus Párt vereséget szenvedett a választásokon: a demokraták kerültek fölénybe. Taft egykori barátja, Theodore Roosevelt gyengeséggel vádolta korábbi jelöltjét, aki válaszként a „politikai emocionalizmus” vádjával vágott vissza, és neurotikusnak nevezte Rooseveltet. Elkeseredett harc tört ki közöttük: 1912-ben a chicagói republikánus elnökjelölő gyűlésen a többség Taft elnök mellett állt ki, erre Roosevelt hívei kivonultak a gyűlésről. Taft nem igazán érzett kedvet még egy elnöki ciklushoz, de úgy érezte, Roosevelt kihívásával szembe kell szállnia. Roosevelt hájfejnek nevezte Taftet, Taft pedig azzal vádolta Rooseveltet, hogy képtelen igazat mondani. Az 1912-es választáson Taft mindössze 2 elektor szavazatát kapta meg; Woodrow Wilson nyerte meg a választást. Ekkora vereséget még egyetlen hivatalban levő elnök sem szenvedett eddig.

## Elnöksége utáni tevékenységei
Visszavonulása után a Yale Egyetem jogászprofesszoraként működött 1913-tól 1921-ig. 1918-ban a nemzeti háborús munkaügyi hivatal elnökeként tevékenykedett. 1918-ban kibékült Theodore Roosevelttel, amikor véletlenül egymásba botlottak egy chicagói étteremben. 1921-ben Warren G. Harding elnök kinevezte az USA 10. főbírájának, így Taft ezzel végre elnyerte azt a hivatalt, amely után áhítozott, és amelyet háromszor vissza kellett utasítania. Tevékeny, megbecsült főbíró lett, összesen 253 bírói véleményt írt. A Legfelsőbb Bíróságon sokkal jobban érezte magát, mint a Fehér Házban.